# ᶨ
Cette page contient des caractères spéciaux ou non latins. S’ils s’affichent mal (▯, ?, etc.), consultez la page d’aide Unicode.
ᶨ, appelée j queue croisée en exposant, j queue croisée supérieur ou lettre modificative j queue croisée, est un ancien symbole de l’alphabet phonétique international. Il est formé de la lettre latine j queue croisée ‹ ʝ › mise en exposant.

## Utilisation
Dans certaines transcriptions de l’alphabet phonétique international (API), non standard depuis 1989, ‹ ᶨ › est utilisé après le symbole d’une consonne occlusive voisée pour indiquer une consonne affriquée, par exemple la consonne affriquée palatale voisée [ɟᶨ], notée [ɟʝ] ou [ɟ͡ʝ] avec l’API, ou la consonne affriquée alvéolo-palatale voisée [dᶨ], notée [dʑ] ou [d͡ʑ].

## Représentations informatiques
La lettre modificative j queue croisée peut être représenté avec les caractères Unicode suivants (Latin étendu – extensions phonétiques - supplément) :
| formes       | représentations | chaînes de caractères | points de code | descriptions                                  | note                            |
| ------------ | --------------- | --------------------- | -------------- | --------------------------------------------- | ------------------------------- |
| modificative | ᶨ               | ᶨ                     | U+1DA8         | lettre modificative minuscule j queue croisée | codé pour le symbole phonétique |

## Sources
- (en) Peter Constable, Revised Proposal to Encode Additional Phonetic Modifier Letters in the UCS, 1er février 2004 (lire en ligne)
- (en) International Phonetic Association, « Report on the 1989 Kiel Convention », Journal of the International Phonetic Association, vol. 19, no 2,‎ 1989, p. 67-80 (DOI 10.1017/S0025100300003868)
- (en) International Phonetics Association, Handbook of the International Phonetics Association : a guide to the use of the International Phonetic Alphabet, Cambridge, Cambridge University Press, 1999, 204 p. (ISBN 0-521-63751-1 et 0-521-65236-7, lire en ligne)
- (en) John Laver, Principles of phonetics, Cambridge, Cambridge University Press., coll. « Cambridge textbooks in linguistics », 1994 (lire en ligne)